# レオニード・ニコラーエフ
レオニード・ヴラディーミロヴィチ・ニコラーイェフ（ロシア語: Леонид Владимирович Николаев,英語: Leonid Vladimirovich Nikolayev, 1878年8月13日 – 1942年10月11日）は、ソビエト連邦のピアニスト・作曲家・教育者。

## 経歴
1878年、キエフ生まれ。キエフ音楽学校でピアノをヴラディミール・プハリスキーに学び、音楽理論をエフゲニー・リブに学ぶ。1897年にモスクワ音楽院に入学し、ピアノをワシーリー・サフォーノフ、作曲をセルゲイ・タネーエフとミハイル・イッポリトフ＝イヴァノフのクラスで学ぶ。1900年に同音楽院を卒業。
長年にわたってペテルブルク音楽院でピアノ科教授を勤め、成功しなかったものの一時期、院長にも就任した。著名な門人にヴラディーミル・ソフロニツキーやマリヤ・ユーディナ、ディミトリー・ショスタコーヴィチがいる。
親交を結んでいたショスタコーヴィチは、ニコラーエフを「一流の音楽家にして、叡智と博学の人として尊敬し」て、「彼はピアニストだけではなく、第一に思考する音楽家を養成したのだ。狭い専門分野といった特殊な意味では、彼は何の流派も創り出さなかった。ピアノ芸術の領域に、幅広い美学的な傾向を具体化して発展させたのだ」と述懐した。ショスタコーヴィチの《ピアノ・ソナタ第2番》はニコラーエフに献呈されている。 
1941年に独ソ戦が勃発すると、他の音楽家と同じくタシュケントに疎開し、間もなく同地に客死した。
作曲家としては、交響曲などの管弦楽曲や合唱曲、弦楽四重奏曲、ヴァイオリンやチェロ、ピアノのための独奏曲を遺した。

## 受賞
- 1939年：労働赤旗勲章
- 1938年：ロシア・ソビエト連邦社会主義共和国人民芸術家
- ロシア・ソビエト連邦社会主義共和国名誉芸術家

## 参考資料
- S. I. サヴシンスキー1950『レオニード・ニコラーエフ：ピアニスト・作曲家・教育者』レニングラード-モスクワ：ムズギズ(Савшинский С. И., 1950, Леонид Николаев : Пианист, композитор, педагог, Л-М.: Музгиз, 1950.)
- Shostakovich, Dmitri and Glikman, Isaak (2001). Story of a Friendship: The Letters of Dmitry Shostakovich to Isaak Glikman. Cornell University Press. ISBN 0-8014-3979-5.
- Baker's Biographical Dictionary of 20th Century Classical Musicians

## 註
1. 1 2  Laurel Fay, Shostakovich: A Life p. 18
2. ↑  Shostakovich, ed. Glikman, p.233